# Strickland Nunatak
Strickland Nunatak är en nunatak i Antarktis. Den ligger i den centrala delen av kontinenten. Inget land gör anspråk på området. Toppen på Strickland Nunatak är 2 205 meter över havet.
Terrängen runt Strickland Nunatak är lite kuperad. Trakten är obefolkad. Det finns inga samhällen i närheten.